# Vincenzo Mangiacapre
Vincenzo Mangiacapre (Marcianise, 17 de enero de 1989) es un deportista italiano que compitió en boxeo.
Participó en dos Juegos Olímpicos de Verano, en los años 2012 y 2016, obteniendo una medalla de bronce en Londres 2012, en el peso wélter ligero.
Ganó una medalla de bronce en el Campeonato Mundial de Boxeo Aficionado de 2011 y una medalla de bronce en el Campeonato Europeo de Boxeo Aficionado de 2011. En los Juegos Europeos de Bakú 2015 obtuvo una medalla de plata en el peso superligero.

## Palmarés internacional
| Juegos Olímpicos   | Juegos Olímpicos      | Juegos Olímpicos  | Juegos Olímpicos |
| Año                | Lugar                 | Medalla           | Categoría        |
| ------------------ | --------------------- | ----------------- | ---------------- |
| 2012               | Londres (Reino Unido) | Medalla de bronce | 64 kg            |
| Campeonato Mundial |                       |                   |                  |
| Año                | Lugar                 | Medalla           | Categoría        |
| 2011               | Bakú (Azerbaiyán)     | Medalla de bronce | 64 kg            |
| Juegos Europeos    |                       |                   |                  |
| Año                | Lugar                 | Medalla           | Categoría        |
| 2015               | Bakú (Azerbaiyán)     | Medalla de plata  | 64 kg            |
| Campeonato Europeo |                       |                   |                  |
| Año                | Lugar                 | Medalla           | Categoría        |
| 2011               | Ankara (Turquía)      | Medalla de bronce | 64 kg            |